# Ardvreck Castle

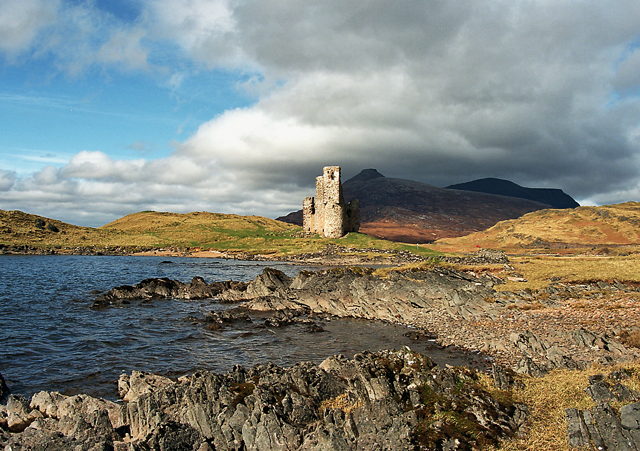
Pohled na krajinu kolem hradu

Ardvreck Castle je skotský hrad, respektive jeho zřícenina, ležící u jezera Loch Assynt v kraji Highland. Hrad byl vystavěn okolo roku 1590 klanem Mac Leodů, kteří vlastnili půdu v okolí již od 13. století. Budova byla v roce 1672 dobyta klanem MacKenziů, kteří se zmocnili i Assyntu, tj. okolního kraje. V roce 1726 poblíž hradu MacKenziové vystavěli modernější sídlo Calda House, které ovšem sloužilo pouze do roku 1737, kdy lehlo popelem. Nákladná výstavba uvrhla klan do dluhů. K budovám se váže i několik mýtů.